# Evergestis caesialis
Evergestis caesialis ist ein Schmetterling aus der Familie der Crambiden (Crambidae).

## Merkmale
Die Falter erreichen eine Flügelspannweite von 19 bis 24 Millimeter. Kopf und Körper sind hellgrau ockerfarben. Das Abdomen ist schwach gebändert. Die Vorderflügel sind weißlich mit einer komplexen Sprenkelung aus ziemlich groben bräunlich gelben Schuppen, die in der Subterminalregion grauer sind. Die Sprenkelung  bildet eine mehr oder weniger deutliche Subbasallinie, eine deutlichere, geschwungene und gezähnte Antemedian- und eine S-förmige Postmedianlinie. Der Subterminalbereich ist dunkel gesprenkelt. Der Diskalfleck ist nierenförmig und im Zentrum fahler. Die Saumlinie besteht aus dunklen, schmalen Halbmonden. Die Fransenschuppen sind schmutzig weiß. Das erste Drittel ist ockerfarben und mit einer schmalen weißen Basallinie versehen. Die Hinterflügel sind fahler als die Vorderflügel und haben einen blassen Diskalfleck, einen dunkleren Subterminalschatten, eine schwache dunkle Postmedianlinie und eine dünne, dunkle Saumlinie. Die im Iran vorkommende Unterart Evergestis caesialis comealis unterscheidet sich von der nominotypischen Unterart durch die auffallende lehmfarbene Färbung. Die Unterart Evergestis caesialis mellealis aus Marokko unterscheidet sich von der nominotypischen Unterart durch die hellere, olivbraune bis honiggelbe Färbung der Flügel und des Körpers und die Sprenkelung mit holzbraunen Schuppen. Die Antemedianlinie ist weniger gezähnt. Die Postmedianlinie ist auf dem Hinterflügel nur im Analwinkel deutlich sichtbar und der gesamte Flügel ist gleichmäßiger gesprenkelt. Die Fransenschuppen sind honiggelb.
Bei den Männchen ist der Uncus ziemlich kräftig und leicht behaart. Er verjüngt sich und hat eine stumpfe Spitze. Der Gnathos ist ebenso breit wie der Uncus und verjüngt sich. An der Spitze befindet sich eine dichte Gruppe unregelmäßiger, rückwärts gerichteter Zähne. Die Valven sind leicht behaart und parallelogrammförmig. Die distalen Ecken sind kaum gerundet, das Klammerorgan (Clasper) fehlt. Der Aedeagus ist kräftig und hat eine aufgeraute Spitze. Auf dem distalen Teil befinden sich zwei lange, dichte Cornuti-Bereiche und ein Paar bürstenartiger Kissen.
Bei den Weibchen ist das Corpus bursae nahezu kugelförmig und mit langen, schlanken Signa versehen. Der Ductus bursae ist ziemlich breit, er verjüngt sich leicht an der Verbindungsstelle zum Corpus bursae. Vor dem Colliculum weitet er sich nicht.

### Ähnliche Arten
E. caesialis ist kleiner als die ähnliche Art Evergestis sophialis. Verwechslungsgefahr besteht mit Evergestis infirmalis. Diese Art hat schmalere Flügel und einen größeren, dunkleren Diskalfleck. Die Querlinien sind mit Ausnahme der fahlen wellenförmigen Postmedianlinie weniger deutlich und etwas gezähnter. Die Fransen sind deutlicher gescheckt, da die Spitzen der Flügeladerung fahl verlängert sind. Die Flügelunterseite ist deutlicher gezeichnet, wobei der große Diskalfleck am auffälligsten ist.

## Verbreitung
Evergestis caesialis ist in Italien und Südosteuropa beheimatet. Darüber hinaus kommt die Art auch in Marokko, Syrien, Afghanistan und dem Iran vor.

## Biologie
Die Präimaginalstadien sind unbekannt. In Europa fliegen die Falter im August und in Marokko von Mitte Juni bis Ende Juli. Sie sind nachtaktiv und kommen ans Licht.

## Systematik
Es sind folgende Unterarten bekannt:
- Evergestis caesialis caesialis (Herrich-Schäffer, 1849)
- Evergestis caesialis comealis Amsel, 1961
- Evergestis caesialis mellealis Zerny, 1936

Aus der Literatur sind folgende Synonyme bekannt:
- Botys caesialis Herrich-Schäffer, 1849
- Botys saxicolalis Mann, 1862
- Evergestis caesialis mellealis Zerny, 1935
- Evergestis caesialis comealis Amsel, 1961

## Belege
1. 1 2 3 4 5 6 7  Barry Goater, Matthias Nuss, Wolfgang Speidel: Pyraloidea I (Crambidae, Acentropinae, Evergestinae, Heliothelinae, Schoenobiinae, Scopariinae). In: P. Huemer, O. Karsholt, L. Lyneborg (Hrsg.): Microlepidoptera of Europe. 1. Auflage. Band 4. Apollo Books, Stenstrup 2005, ISBN 87-88757-33-1, S. 73 (englisch).
2. ↑  Herrich-Schäffer, G. A. W. (1849): Systematische Bearbeitung der Schmetterlinge von Europa, zugleich als Text, Revision und Supplement zu Jakob Hübner's Sammlung europäischer Schmetterlinge. Vierter Band. Die Zünsler und Wickler. S. 115
3. ↑  Patrice Leraut: Zygaenids, Pyralids 1. In: Moths of Europe. 1. Auflage. Volume III. NAP Editions, 2012, ISBN 978-2-913688-15-5, S. 186 (englisch).
4. 1 2  Evergestis caesialis bei Fauna Europaea. Abgerufen am 7. Februar 2013
5. ↑  Global Information System on Pyraloidea (GlobIZ). Abgerufen am 7. Februar 2013.